# Садулаев, Залумхан Ибрагимович
Залумхан Ибрагимович Садулаев (28 декабря 1960, с. Цуриб, Чародинский район, Дагестанская АССР, РСФСР, СССР) — российский и дагестанский политик. Глава Ленинского района Махачкалы (2009—2014). 

## Биография
Родился в селе Цуриб. В середине 2000-х годов работал главой администрации Чародинского района. В середине декабря 2009 года возглавил администрацию Ленинского района Махачкалы. 15 апреля 2014 года был уволен по собственному желанию. Работает главным врачом детского центра восстановительной медицины и реабилитации в Махачкале.

## Награды
- Орден Дружбы[6].